# Kristian Nordentoft
Kristian Nordentoft er født og opvokset i Aarhus.
Kristian er halvdelen af kunstnergruppen "Perspektivbanden" og medlem af kunstnergruppen "Dølleisterne" og medstifter af galleri Überkunst, bassist i reggaegrupperne BliGlad og Bo Marley. Laver desuden grafik, artwork, film, børnebøger, kunstudstillinger, musikvideoer og computerspil.
Uddannet animations og spil-instruktør fra den Danske Filmskole.

## Tv-satire
Kristian Nordentoft var i efteråret 2015 ansvarlig for et animeret politisk satireindslag “Næste års tv” som blev vist i udsendelsen “Næste uges tv” med Poul Nesgaard og Anders Lund Madsen.
Den animerede føljeton var politisk satirisk og gjorde  grin med DR’s egne programmer, f.eks. parodier på Bonderøven og Inger Støjberg og programrækken blev nedlagt inden sæsonens afslutning.
DR2 chef Christoffer Guldbrandsen hævdede det intet havde med censur at gøre og begrundede nedlæggelsen med samarbejdsvanskeligheder.

## Animation
- Lyden af Louis' venner - Afgangsfilm (2014)
- Udefra - Animeret følgeton (2015)
- Næste års TV - Animeret følgeton (2015)
- Ultra lyt - Animeret følgeton  (2017)
- Madpakken - Animeret følgeton (2018)
- Gadejørgen - TV serie (2019)
- Børns fantastiske fortællinger - TV serie (2020)

## Musikudgivelser
- Kærlighed til folket - Bliglad (2007)
- Bare spil noget lårt - Bliglad (2009)
- Bo Marley vs Disrupt - Bo Marley (2009)
- Bare spil noget orgel - Kristian Nordentoft, Jesper Kobberø, Benjamin Lesak (2009)
- Århus - Bliglad (2010)
- Hjem til Harlev - Bliglad (2012)
- Masters of the universe - Bo Marley (2017)
- Bettinas Badekar (2018)
- Gadejørgen, Hele mit liv (2019)

## Børnebøger
- Den lille dragebog (1998)
- Thorleif og Påvny - Perspektivbanden (2006)
- Hammerhøj - Perspektivbanden (2010)
- Verden er fuld af spørgsmål - Perspektivbanden (2014)
- Bettinas badekar (2018)
- Mors Store Dreng (2025)